# Station Przeworsk Gorliczyna
Station Przeworsk Gorliczyna is een spoorwegstation in de Poolse plaats Przeworsk.